# Gnophos pfeifferi
Gnophos pfeifferi är en fjärilsart som beskrevs av Eugen Wehrli 1926. Gnophos pfeifferi ingår i släktet Gnophos och familjen mätare. Inga underarter finns listade i Catalogue of Life.